# Белски окръг (Подляско войводство)
Белски окръг (на полски: Powiat bielski; на беларуски: Бельскі павет) е окръг в Подляско войводство, Североизточна Полша. Заема площ от 1385,09 km2.
Административен център е град Белск Подляски.

## География
Окръгът се намира в историческата област Подлясия. Разположен е в южната част на войводството.

## Население
Населението на окръга възлиза на 58 495 души (2012 г.). Гъстотата е 42 души/km2.

## Административно деление
Административно окръгът е разделен на 8 общини.
Градски общини:
- Белск Подляски
- Бранск

Селски общини:
- Община Белск Подляски
- Община Бочки
- Община Бранск
- Община Вишки
- Община Орля
- Община Рудка

## Галерия
- Белск Подляски
- Бранск